# Mr. Opp
Mr. Opp er en amerikansk stumfilm fra 1917 af Lynn Reynolds.

## Medvirkende
- Arthur Hoyt som Mr. Daniel Webster Opp.
- George Chesebro som Willard Hinton.
- George Hernandez som Jimmy Fallows.
- Jack Curtis som John Mathews.
- Neva Gerber som Guinevere Gusty.